# Miss Italia nel mondo 2007
La diciassettesima edizione di Miss Italia nel mondo si è svolta presso il "Palazzo del Turismo" di Jesolo il 25 giugno 2007 ed è stata condotta da Massimo Giletti e Eleonora Daniele. Vincitrice del concorso è risultata essere la svizzera Antonella Carfi.

## Piazzamenti
| Risultato finale           | Concorrente |
| -------------------------- | --- |
| Miss Italia nel mondo 2010 | - Svizzera - Antonella Carfi |
| 2ª classificata            | - Nicaragua - Cristiana Frixione |
| Top 5                      | - Brasile - Taisy Dalla Libera - Colombia - Daniela Pinedo Paternostro - Sud America - Shirley Maurina |
| Top 15                     | - Argentina - Maria Pia Marcollese - Balcani - Kristina Mijacevic - Belgio - Malicia Bruno - Bermuda - Christina Troja - Burundi - Madeleine Hakizimana - Canada - Ylenia Aurucci - Paesi Bassi - Cinzia Guarneri - Perù - Rosina Vanessa Silvestri - Romania - Flavia Maxim - Stati Uniti - Melania Fitzgerald |

## Concorrenti[2]
01 Svizzera - Basilea - Antonella Carfi
02 Sud America - Shirley Maurina
03 Benelux - Laura Scarangella
04 Paraguay - Maria Vittone
05 Messico - Daniela Ciarravano
06 Francia - Calais - Deborah Billot
07 Belgio - Malicia Bruno
08 Slovenia - Jasmine Novak
09 Amazzonia - Nevilla Palmieri
10 Croazia - Dzeny Miskovic
11 Balcani - Kristina Mijacevic
12 Svizzera - Lucia Mele
13 Gran Bretagna - Joanna Pisani
14 Grecia - Florinda Petruzzellis
15 Colombia - Bogotà - Diana Acosta
16 Canada - Ylenia Aurucci
17 Colombia - Daniela Pinedo Paternostro
18 Australia - Adele Iacuone
19 Svizzera - Berna - Daniela Di Laudo
20 Uruguay - Carina Zanelatto
21 Caraibi - Yesica Avondoglio
22 Argentina - Maria Pia Marcollese
23 Bermuda - Christina Troja
24 Malta - Shanel Debattista
25 Stati Uniti d'America - Melania Fitzgerald
26 Mozambico - Francesca Marchetti
27 Repubblica del Congo - Isoloy Molango
28 Austria - Valentina Zussner
29 Germania - Colonia - Tatjana Faranda
30 Romania - Flavia Maxim
31 Repubblica Dominicana - Catherine Ramirez
32 Sudafrica - Ornella Stocchi
33 Nicaragua - Cristiana Frixione
34 Burundi - Madeleine Hakizimana
35 Paesi Bassi - Cinzia Guarneri
36 Paraguay - Asunción - Tamara Zapattini
37 Venezuela - Erika Nonni Pastore
38 Perù - Rosina Vanessa Silvestri
39 Malta - La Valletta - Petra Galea
40 Argentina - Mar del Plata - Mariela Rita Degenaro
41 Francia - Caterina Norbis
42 Germania - Adriana Dima
43 Caraibi - Margarita - Linn Di Giacomo
44 Inghilterra - Sharon Richard
45 Brasile - San Paolo - Elaine Gellert
46 Stati Uniti d'America - Missouri - Andrea Ciliberti
47 Bolivia - Carla Bacigalupi
48 Cile - Joanna Ferrari
49 Ecuador - Gabriela Fiallos
50 Brasile - Taisy Dalla Libera

## Ascolti
| Serata         | Spettatori | Share  | Fonte |
| -------------- | ---------- | ------ | ----- |
| 25 giugno 2007 | 3.315.000  | 29,26% | [ 3 ] |